# 铁连
铁连（1218年—1281年），元朝将领，蒙古乃蛮人。
铁连善于辞令有谋略，开始为宗王拔都宿卫士。1236年，任拔都分地平阳路隰州（今山西省隰县）达鲁花赤，移家居绛州（今山西省绛县）。元世祖中统初年，改为平阳马步驿站达鲁花赤。至元初年，海都兴兵反对忽必烈，他奉命面见拔都后王（金帐汗国）忙哥帖木儿，商议对付海都大计。途经海都境探听虚实，被拘，以善于应对获释。见到忙哥帖木儿，议定共击海都，回朝复命。至元六年（1269年）忙哥帖木儿与海都在塔拉斯河庫里爾台大會结盟，他又三次奉命出使金帐汗国，反复劝谕。前后四次出使，历十四年。后改任绛州达鲁花赤。至元十五年（1278年）加宣武将军，在任上病逝。

## 延伸阅读
[在维基数据编辑]
 《元史·卷134》，出自宋濂《元史》
 《新元史/卷154》，出自柯劭忞《新元史》